# Warren Simpson
Warren Simpson est un ancien joueur de snooker australien né vers 1921 et mort le 28 juin 1980 à Toowoon Bay.

## Carrière
Il remporte le championnat d'Australie amateur à trois reprises en 1953, 1954 et 1957 puis devient professionnel au début des années 1960. Simpson remporte trois fois le titre national en 1963, 1968 et 1969 et atteint la finale du championnat du monde 1971 organisé à Sydney, battu par John Spencer 29 manches à 37. Souffrant de diabète pendant plusieurs années, il meurt en 1980.

## Palmarès
| Légende | Catégorie                      | Titres                         | Finales                        |
|         | Tournois classés               | 0                              | 0                              |
|         | Tournois non classés           | 3                              | 7                              |
|         | Tournois amateurs              | 3                              | 0                              |
| Gras    | Tournois de la triple couronne | Tournois de la triple couronne | Tournois de la triple couronne |

### Titres
| Année     | Nom du tournoi                      | Lieu      | Adversaire     | Score                 | Tableau |
| 1953      | Championnat d'Australie amateur     | Melbourne |                | Tournoi toutes rondes | [ 4 ]   |
| 1954      | Championnat d'Australie amateur (2) | Australie |                |                       |         |
| 1957      | Championnat d'Australie amateur (3) | Australie |                |                       |         |
| 1963      | Championnat d'Australie             | Bankstown | Newton Gaham   | 5-3                   | [ 5 ]   |
| 1968-1969 | Championnat d'Australie (2)         | Sydney    | Eddie Charlton | 11-10                 | [ 6 ]   |
| 1969-1970 | Championnat d'Australie (3)         | Sydney    | Eddie Charlton | 8-3                   | [ 7 ]   |

### Finales perdues
| Année     | Nom du tournoi              | Lieu        | Adversaire     | Score                 | Tableau |
| 1964      | Championnat d'Australie     | Newcastle   | Eddie Charlton | Tournoi toutes rondes |         |
| 1966      | Championnat d'Australie (2) | Harbord     | Eddie Charlton | 4-7                   |         |
| 1967      | Championnat d'Australie (3) | Sydney      | Eddie Charlton | 1-7                   |         |
| 1969-1970 | Championnat d'Australasie   | Sydney      | Eddie Charlton | 6-11                  |         |
| 1970-1971 | Championnat du monde        | Sydney      | John Spencer   | 29-37                 | Tableau |
| 1971-1972 | Championnat d'Australie (4) | Sydney      | Eddie Charlton | 7-11                  |         |
| 1974-1975 | Championnat d'Australie (5) | Wagga Wagga | Eddie Charlton | 17-47                 |         |